# 白石優愛
白石 優愛（しらいし ゆあ、2001年7月1日 - ）は、日本の女優。大阪府茨木市出身。身長152cm。

## 人物
趣味は読書、ゲーム、ギターの弾き語り
特技は歌・ダンス、絶叫

## 出演
太字は主演。

### テレビドラマ
- 歴史秘話ヒストリア（2013年、NHK）
- 連続テレビ小説（NHK）
  - ごちそうさん（2013年） - 美代 役
  - べっぴんさん（2016年） - 高西弥生 役
- 経世済民の男　小林一三～夢とそろばん（2015年、NHK） - 宝塚少女歌劇団トップ おつる 役
- 先に生まれただけの僕（2017年、日本テレビ） - 1年3組平山薫 役
- 最後の晩ごはん 第5話（2018年、BSジャパン） - 詩子 役
- やけに弁の立つ弁護士が学校でほえる 第1話（2018年、NHK） - 藤本 役
- 居酒屋ぼったくり 第5話（2018年、BS12） - 早紀 役
- 覚悟はいいかそこの女子。（2018年、TBS） - クラスメイト 役
- ウルトラマンR/B 第8話・第9話・第17話（2018年、テレビ東京） - えりな 役
- 盗まれた顔～ミアタリ捜査班～（2019年、WOWOW）
- バカリズムのうがった平成百景（2019年、NHK BSプレミアム） - 風見京子 役
- スポットライト 第10話（2020年、TOKYO MX1） - 中村友紀 役
- 闇芝居(生)（2020年、テレビ東京）
- ハンサムセンキョ 第5話（2020年、テレビ神奈川）
- 特捜9 seasen4（2021年、テレビ朝日）
- ドゲンジャーズ ハイスクール（2022年、KBC） - 七味涼子 役
- それでも結婚したいと、ヤツらが言った。（2023年、テレビ東京）- 水谷琴葉 役
- ドゲンジャーズ メトロポリス 第9話（2023年、KBC） - 七味涼子 役
- 憑きそい  第5話（2023年、フジテレビ）- のぞみ 役
- ブラックガールズトーク 第2話（2023年、テレビ東京） - 客 役
- トクメイ！ 第4話（2023年、フジテレビ）- 杉浦カノン 役
- おいハンサム!!2 第2話 - 最終話（2024年4月13日 - 5月25日、東海テレビ・フジテレビ） - ユミ 役[2]
- ひだまりが聴こえる（2024年、テレビ東京） - 桜上マヤ 役[3]
- アイメイド・マーメイド（2024年、テレビ神奈川） - 亀井 役[4]
- うちの会社の小さい先輩の話（2025年1月15日 - 、BS松竹東急） - 来栖朱莉 役[5]
- 秘密〜THE TOP SECRET〜 第4話（2025年2月17日、関西テレビ・フジテレビ） - 高校生 役

### 映画
- 眠れる美女の限界（2014年） - アキ〈主人公幼少期〉 役
- Koco（2014年）
- 兄弟 KYODAI（2014年）
- 無限の住人（2017年） - エキストラ
- noonnoon（2017年） - たけ 役　※武蔵野美術大学映像学科制作
- インフォ・メン 獣の笑み、ゲスの涙。（2017年） - 恵美 役
- 瞬間の流レ星（2018年） - 中谷菜摘 役
- 覚悟はいいかそこの女子。（2018年） - クラスメイト 役
- たまえのスーパーはらわた（2018年） - 浦野玉恵 役[6]
- 七つの会議（2019年）
- 劇場版ウルトラマンR/B セレクト！絆のクリスタル（2019） - えりな 役
- HARMONY（2019年） - 望 役
- 惡の華（2019年）
- 透子のセカイ（2020年） - 繭美 役[7]
- 逆位置のバラッド（2020年） - 安藤咲 役
- 踊ってミタ（2020年） - 南野 役[8]
- 弥生、三月-君を愛した30年-（2020年）
- 思い、思われ、ふり、ふられ（2020年） - 学級委員 役
- 合間にて…（2020年） - ヒロインの友人 役
- 小説の神様 君としか描けない物語（2020年） - 月島みゆき 役
- まともじゃないのは君も一緒（2021年） - ユミ 役
- 星屑の子（2021年） - 従者 役
- ペルセポネーの泪（2021年） - 喫茶店店員 役
- 偽りのないhappy end（2021年） - 幼少のエイミ 役
- 山歌（2022年） - ヨシ 役
- 消せない記憶（2023年） - 三枝奈緒 役
- レンタル×ファミリー（2023年） - 佐々木菜々子 役
- 世界の始まりはいつも君と（2023年）
- 2FATE（2023年）
- 無情の世界「あなたと私の二人だけの世界」（2023年） - 櫻井舞子 役
- 17歳は止まらない（2023年） - 彩菜 役
- 妖獣奇譚 ニンジャVSシャーク（2023年）
- 少女（2024年）- 松本桜 役
- ヒア/ゼア（2025年）- 石田由麻 役

### 配信
- 告ったり、フラれたり#56 十九歳で迎える成人式（2020年、YouTube） - 野久保ゆき 役
- 純烈ものがたり（2020年、FOD） - 小坂萌乃 役
- 劇団スカッシュ「明日ゾンビになる君と」（2021年、YouTube） - 岩田舞 役
- スマホラー「110番する」（2021年、smash.） - 浅野姉 役
- 恋愛ドラマな恋がしたい〜Kiss me like a princess〜（2022年、ABEMAオリジナル）
- YouTubeチャンネル「カジサック」本気の芝居に挑戦〜妻が笑ったら即終了〜（2022年）
- 覆面D（2022年、ABEMAオリジナル）
- 父の不倫が発覚しました（2023年、BUMP）- 松永しずく　役
- 東京彼女12月号「恋と愛の偶像」（2023年、YouTube）- 山田愛子　役
- ギーツエクストラ 仮面ライダーゲイザー（2024年、東映特撮ファンクラブ）- ミイル 役

### 舞台
- 「ディノアライブ・プレミアム　タイムダイバー夏休みスペシャル」（2022年、IHIステージアラウンド東京） - みらい君 役

### テレビアニメ
- ビジネスフィッシュ（2019年、TOKYO MX） - 磯野もずく役[9]
- ポプテピピック 第2シリーズ（2022年10月2日、TOKYO MX ほか） - 女子高生 役（実写出演）

### テレビ番組
- 歴史秘話ヒストリア（2014年、NHK）
- よーいどん!（2014年、関西テレビ）
- たかじんNOマネー（2015年、テレビ大阪）
- バカリズムのうがった平成百景（2019年、NHK BSプレミアム） - 風見京子 役
- ますだおかだの実はイチバンなんです！（2019年、MX）
- 爆報！THEフライデー（2020年、TBCテレビ） - 由美 役
- ワールド極限ミステリー 3時間SP（2021年、TBCテレビ） - スヨン 役
- 沁みる夜汽車2022 冬電車で芽生えた恋〜JRきのくに線（2022年、NHK-BS1）
- 伊沢拓司が潜入！ 時空を超えた恐竜ライブステージ　～タイムダイバー　夏休みSP～（2022年、TBS）

### CM
- グンイチパン（2013年）WEB
- ワンカルビ（2014年）
- 能開センター（2016年）
- グリコ（2016年）WEB - ナレーション
- ほねつぎ～野球編（2016年） - マネージャー 役
- ゆうちょPay Web CM（2020年）
- カローラ福岡｜横断歩道マナーアップ宣言（2022年）TVCM
- イオン「トップバリュもぐもぐ味わうスープ」(2023年) TVCM
- メルカリ「応援団編」(2023年) TVCM
- UBE「ストーリーを変える、ケミストリー」篇（2023年）TVCM
- TOYOTA安全広告「かなり後ろ向きな彼」（2023年）Web CM

### MV
- ゆうちょPay MUSIC VIDEO「いつだって、はじまりになる。」（2020年）
- ソナーポケット「もう直接言うことはできないから、こうして歌にして届けようとしてる。」（2020年）
- ひかりのなかに「MOVE ON!」（2021年）
- anewhite「恋人つなぎ」（2022年）
- 夕方と猫「Oscar」（2022年）
- りりあ。「イツメン。」（2022年）
- あたらよ「憂い桜」（2023年）
- 山下恭信「メリークリスマス」（2023年）
- KERENMI「おぼろ feat.佐藤千亜妃」（2024年）
- りりあ。「騙されないよ。」（2024年）

### その他
- ダイハツ（2015年）広告モデル
- 中学道徳 特別活動番組 中学生時代（2016年）
- 山茶花の路（2016年）
- 開成グループ（2016年）広告モデル
- Kimini BB（2018年）イメージキャラクター[10]
- cinefil BOOK vol.3（2019年）曽根剛×白石優愛
- シティ情報おおいた インタビュー掲載（2019年）
- B.L.T.web 朝恋3days-きっとカワイイ！FLESH GIRL-（2021年）
- 人権啓発ドラマ「カンパニュラの夢」（2021年） - 岸本絢香 役
- 月刊エンタメ 11月号（2022年）